# Offenbacher Fußball-Club Kickers 1901 1981-1982
Questa voce raccoglie le informazioni riguardanti l'Offenbacher Fußball-Club Kickers 1901 nelle competizioni ufficiali della stagione 1981-1982.

## Stagione
Nella stagione 1981-1982 il Kickers Offenbach, allenato da Franz Brungs e Kurt Geinzer, concluse il campionato di 2. Bundesliga al 3º posto. In Coppa di Germania il Kickers Offenbach fu eliminato al primo turno dall'Hannover 96.

## Rosa
| N. |                     | Ruolo | Calciatore        |
| -- | ------------------- | ----- | ----------------- |
|    | Germania (bandiera) | P     | Wilfried Kohls    |
|    | Germania (bandiera) | P     | Uli Schauberger   |
|    | Germania (bandiera) | D     | Kurt Geinzer      |
|    | Germania (bandiera) | D     | Michael Grünewald |
|    | Germania (bandiera) | D     | Wolfgang Kraus    |
|    | Germania (bandiera) | D     | Michael Kutzop    |
|    | Germania (bandiera) | D     | Claus Mensinger   |
|    | Germania (bandiera) | D     | Gerd Paulus       |
|    | Germania (bandiera) | D     | Wolfgang Rothe    |
|    | Germania (bandiera) | D     | Bernd Walz        |
|    | Germania (bandiera) | C     | Uwe Bein          |

| N. |                     | Ruolo | Calciatore         |
| -- | ------------------- | ----- | ------------------ |
|    | Germania (bandiera) | C     | Göran Blaum        |
|    | Germania (bandiera) | C     | Günter Franusch    |
|    | Germania (bandiera) | C     | Klaus Hofmann      |
|    | Germania (bandiera) | C     | Hans-Peter Knecht  |
|    | Germania (bandiera) | C     | Thomas Martin      |
|    | Germania (bandiera) | C     | Franz Michelberger |
|    | Germania (bandiera) | A     | Uwe Höfer          |
|    | Germania (bandiera) | A     | Walter Krause      |
|    | Germania (bandiera) | A     | Martin Kubosch     |
|    | Germania (bandiera) | A     | Rudolf Sandner     |
|    | Germania (bandiera) | A     | Wolfgang Trumpf    |

## Organigramma societario
Area tecnica
- Allenatore: Kurt Geinzer
- Allenatore in seconda:
- Preparatore dei portieri:
- Preparatori atletici:

## Calciomercato

### Sessione estiva
| Acquisti | Acquisti           | Acquisti          | Acquisti |
| R.       | Nome               | da                | Modalità |
| -------- | ------------------ | ----------------- | -------- |
| C        | Franz Michelberger | Eintracht Treviri |          |
| A        | Rudolf Sandner     | Augusta           |          |

| Cessioni | Cessioni   | Cessioni  | Cessioni |
| R.       | Nome       | a         | Modalità |
| -------- | ---------- | --------- | -------- |
| P        | Bernd Fuhr | Karlsruhe |          |

### Sessione invernale
| Acquisti | Acquisti | Acquisti | Acquisti |
| R.       | Nome     | da       | Modalità |
| -------- | -------- | -------- | -------- |

| Cessioni | Cessioni | Cessioni | Cessioni |
| R.       | Nome     | a        | Modalità |
| -------- | -------- | -------- | -------- |

## Risultati

### 2. Bundesliga

#### Girone di andata
| Arbitro: | Hennig |

|            |           |                                    |
| Lorenz 45’ | Marcatori | 40’ Michelberger 80’ (rig.) Kutzop |

| Arbitro: | Walz |

|                                                        |           |                          |
| Krause 47’, 58’ Kutzop 52’ (rig.), 77’ (rig.) Bein 71’ | Marcatori | 36’ Diekmann 45’ Schäfer |

| Arbitro: | Schraivogel |

|                          |           |                      |
| Schulz 22’ Respondek 86’ | Marcatori | 8’ Krause 35’ Kutzop |

| Arbitro: | Dellwing |

|            |           |  |
| Krause 60’ | Marcatori |  |

| Arbitro: | Ermer |

|                                    |           |         |
| Sebert 23’ Hein 47’ Dickgießer 57’ | Marcatori | 9’ Bein |

| Arbitro: | Tritschler |

|                            |           |             |
| Bein 20’ Kutzop 82’ (rig.) | Marcatori | 65’ Schmitz |

| Arbitro: | Retzmann |

|                     |           |  |
| Schatzschneider 68’ | Marcatori |  |

| Arbitro: | Wippker |

|                     |           |                           |
| Krause 48’ Bein 75’ | Marcatori | 28’ Lubanski 90’ Nathmann |

| Arbitro: | Theobald |

|                   |           |               |
| Kutzop 17’ (aut.) | Marcatori | 69’ Grünewald |

| Arbitro: | Assenmacher |

|                                    |           |                     |
| Walz 79’ Grünewald 85’ Hofmann 87’ | Marcatori | 75’ Remark 90’ Beck |

| Arbitro: | Engel |

|                                                  |           |                                 |
| Vittinghoff 14’ Mödrath 18’, 75’ Guðlaugsson 33’ | Marcatori | 9’ Franusch 19’ Bein 83’ Kutzop |

| Arbitro: | Gabor |

|                                |           |                    |
| Kutzop 54’ Krause 77’ Walz 85’ | Marcatori | 61’ Ludwig 70’ Löw |

| Arbitro: | Eschweiler |

|                        |           |  |
| Döring 10’ Pallaks 51’ | Marcatori |  |

| Arbitro: | Glaw |

|                            |           |             |
| Kutzop 20’ (rig.) Walz 54’ | Marcatori | 90’ Klinger |

| Arbitro: | Möller |

|                                |           |  |
| Buchwald 76’ Steinkirchner 88’ | Marcatori |  |

| Arbitro: | Heitmann |

|                             |           |              |
| Kutzop 35’ (rig.) Höfer 88’ | Marcatori | 38’ Frömberg |

| Arbitro: | Zimmermann |

|           |           |                           |
| Drews 17’ | Marcatori | 16’, 19’ Höfer 64’ Kutzop |

| Arbitro: | Osmers |

|                                        |           |  |
| Abramczik 41’ Tüfekçi 51’ Bittcher 89’ | Marcatori |  |

| Arbitro: | Wiesel |

|                               |           |  |
| Krause 30’ Wohlers 76’ (aut.) | Marcatori |  |

#### Girone di ritorno
| Arbitro: | Walz |

|                 |           |  |
| Krause 51’, 60’ | Marcatori |  |

| Arbitro: | Reichmann |

|               |           |               |
| Wolf 43’, 64’ | Marcatori | 53’, 83’ Bein |

| Arbitro: | Meijerink |

|                                    |           |  |
| Kutzop 39’ Krause 63’ Franusch 68’ | Marcatori |  |

| Arbitro: | Redelfs |

|                                                        |           |                                   |
| Grünther 37’, 48’ Dörmann 42’ Wolf 56’, 77’ Jansen 81’ | Marcatori | 12’ Franusch 14’ Höfer 67’ Martin |

| Arbitro: | Uhlig |

|                                  |           |  |
| Franusch 43’ Kutzop 66’ Bein 83’ | Marcatori |  |

| Arbitro: | Kautschor |

|  |           |             |
|  | Marcatori | 13’ Geinzer |

| Arbitro: | Föckler |

|                                        |           |                          |
| Bein 20’ Höfer 24’ Franusch 85’ (rig.) | Marcatori | 29’, 65’ Schatzschneider |

| Arbitro: | Ahlenfelder |

|                         |           |                                       |
| Kammer 37’ Nathmann 68’ | Marcatori | 4’ Höfer 19’ Krause 47’ (rig.) Kutzop |

| Arbitro: | Möller |

|                               |           |                                     |
| Krause 16’ Höfer 24’ Bein 45’ | Marcatori | 17’ Hinterberger 53’ (rig.) Metzler |

| Arbitro: | Pauly |

|                                                 |           |            |
| Mohr 3’, 62’ Killmaier 6’ Beck 24’ Wesseler 90’ | Marcatori | 55’ Kutzop |

| Arbitro: | Roth |

|                              |           |           |
| Bein 22’ Walz 84’ Krause 88’ | Marcatori | 34’ Rolff |

| Arbitro: | Ulm |

|            |           |          |
| Ludwig 20’ | Marcatori | 8’ Höfer |

| Arbitro: | Sahner |

|            |           |  |
| Krause 78’ | Marcatori |  |

| Arbitro: | Luca |

|             |           |          |
| Wegmann 30’ | Marcatori | 76’ Bein |

| Arbitro: | Theobald |

|                   |           |                                |
| Kutzop 12’ (rig.) | Marcatori | 7’ Voise 41’ Dreher 77’ Turcik |

| Arbitro: | Niebergall |

|                           |           |                               |
| Raschid 20’ Loontiens 40’ | Marcatori | 83’ (rig.), 86’ (rig.) Kutzop |

| Arbitro: | Michel |

|                   |           |                                             |
| Kutzop 62’ (rig.) | Marcatori | 31’ Drews 73’ Reiners 79’ Zimmer 88’ Wagner |

| Offenbach am Main 22 maggio 1982, ore 15:00 CEST 37ª giornata | Kickers Offenbach | 0 – 0 referto | Schalke 04 | Stadion am Bieberer Berg (25 000 spett.)\| Arbitro: \| Roth \| |
| Arbitro:                                                      | Roth              |               |            |                                                                |

| Arbitro: | Eschweiler |

|                                     |           |                 |
| Völler 13’, 61’, 81’, 84’ Sidka 79’ | Marcatori | 36’, 41’ Knecht |

### Spareggio promozione-retrocessione
| Arbitro: | Föckler |

|  |           |            |
|  | Marcatori | 55’ Herzog |

| Arbitro: | Redelfs |

|                |           |         |
| Szech 27’, 59’ | Marcatori | 3’ Walz |

### Coppa di Germania
| Arbitro: | Wahmann |

|                                                       |           |                  |
| Hayduk 5’ Gorski 16’ Bebensee 18’ Kleppinger 24’, 76’ | Marcatori | 9’ (rig.) Kutzop |

## Statistiche

### Statistiche di squadra
| Competizione      | Punti | In casa | In casa | In casa | In casa | In casa | In casa | In trasferta | In trasferta | In trasferta | In trasferta | In trasferta | In trasferta | Totale | Totale | Totale | Totale | Totale | Totale | DR |
| Competizione      | Punti | G       | V       | N       | P       | Gf      | Gs      | G            | V            | N            | P            | Gf           | Gs           | G      | V      | N      | P      | Gf     | Gs     | DR |
| ----------------- | ----- | ------- | ------- | ------- | ------- | ------- | ------- | ------------ | ------------ | ------------ | ------------ | ------------ | ------------ | ------ | ------ | ------ | ------ | ------ | ------ | -- |
| 2. Bundesliga     | 46    | 19      | 15      | 2       | 2       | 42      | 23      | 19           | 4            | 6            | 9            | 28           | 44           | 38     | 19     | 8      | 11     | 70     | 67     | +3 |
| Coppa di Germania | -     | 0       | 0       | 0       | 0       | 0       | 0       | 1            | 0            | 0            | 1            | 1            | 5            | 1      | 0      | 0      | 1      | 1      | 5      | -4 |
| Totale            | 46    | 19      | 15      | 2       | 2       | 42      | 23      | 20           | 4            | 6            | 10           | 29           | 49           | 39     | 19     | 8      | 12     | 71     | 72     | -1 |

### Andamento in campionato
| Giornata  | 1 | 2 | 3 | 4 | 5 | 6 | 7 | 8 | 9 | 10 | 11 | 12 | 13 | 14 | 15 | 16 | 17 | 18 | 19 | 20 | 21 | 22 | 23 | 24 | 25 | 26 | 27 | 28 | 29 | 30 | 31 | 32 | 33 | 34 | 35 | 36 | 37 | 38 |
| --------- | - | - | - | - | - | - | - | - | - | -- | -- | -- | -- | -- | -- | -- | -- | -- | -- | -- | -- | -- | -- | -- | -- | -- | -- | -- | -- | -- | -- | -- | -- | -- | -- | -- | -- | -- |
| Luogo     | T | C | T | C | T | C | T | C | T | C  | T  | C  | T  | C  | T  | C  | T  | T  | C  | C  | T  | C  | T  | C  | T  | C  | T  | C  | T  | C  | T  | C  | T  | C  | T  | C  | C  | T  |
| Risultato | V | V | N | V | P | V | P | N | N | V  | P  | V  | P  | V  | P  | V  | V  | P  | V  | V  | N  | V  | P  | V  | V  | V  | V  | V  | P  | V  | N  | V  | N  | P  | N  | P  | N  | P  |
| Posizione | 5 | 1 | 1 | 1 | 3 | 2 | 2 | 3 | 3 | 2  | 6  | 4  | 7  | 5  | 7  | 6  | 4  | 5  | 5  | 4  | 4  | 4  | 5  | 4  | 3  | 2  | 2  | 1  | 3  | 1  | 1  | 1  | 1  | 2  | 2  | 3  | 3  | 3  |

Legenda:

Luogo: C = Casa; T = Trasferta. Risultato: V = Vittoria; N = Pareggio; P = Sconfitta.

### Statistiche dei giocatori
| Giocatore       | 2. Bundesliga | 2. Bundesliga | 2. Bundesliga | 2. Bundesliga | Relegation Bundesliga | Relegation Bundesliga | Relegation Bundesliga | Relegation Bundesliga | Coppa di Germania | Coppa di Germania | Coppa di Germania | Coppa di Germania | Totale   | Totale | Totale      | Totale     |
| Giocatore       | Presenze      | Reti          | Ammonizioni   | Espulsioni    | Presenze              | Reti                  | Ammonizioni           | Espulsioni            | Presenze          | Reti              | Ammonizioni       | Espulsioni        | Presenze | Reti   | Ammonizioni | Espulsioni |
| --------------- | ------------- | ------------- | ------------- | ------------- | --------------------- | --------------------- | --------------------- | --------------------- | ----------------- | ----------------- | ----------------- | ----------------- | -------- | ------ | ----------- | ---------- |
| U. Bein         | 35            | 12            | 3             | 0             | 2                     | 0                     | 0                     | 0                     | 1                 | 0                 | 0                 | 0                 | 38       | 12     | 3           | 0          |
| G. Blaum        | 0             | 0             | 0             | 0             | 0                     | 0                     | 0                     | 0                     | 0                 | 0                 | 0                 | 0                 | 0        | 0      | 0           | 0          |
| G. Franusch     | 31            | 5             | 4             | 1             | 2                     | 0                     | 0                     | 0                     | 0                 | 0                 | 0                 | 0                 | 33       | 5      | 4           | 1          |
| K. Geinzer      | 29            | 1             | 4             | 0             | 2                     | 0                     | 0                     | 0                     | 0                 | 0                 | 0                 | 0                 | 31       | 1      | 4           | 0          |
| M. Grünewald    | 24            | 2             | 2             | 0             | 0                     | 0                     | 0                     | 0                     | 1                 | 0                 | 0                 | 0                 | 25       | 2      | 2           | 0          |
| K. Hofmann      | 18            | 1             | 0             | 0             | 2                     | 0                     | 0                     | 0                     | 1                 | 0                 | 0                 | 0                 | 21       | 1      | 0           | 0          |
| U. Höfer        | 25            | 8             | 3             | 0             | 1                     | 0                     | 0                     | 0                     | 1                 | 0                 | 0                 | 0                 | 27       | 8      | 3           | 0          |
| H. Knecht       | 3             | 2             | 1             | 0             | 1                     | 0                     | 0                     | 0                     | 1                 | 0                 | 0                 | 0                 | 5        | 2      | 1           | 0          |
| W. Kohls        | 26            | 0             | 0             | 0             | 2                     | 0                     | 0                     | 0                     | 1                 | 0                 | 0                 | 0                 | 29       | 0      | 0           | 0          |
| W. Kraus        | 0             | 0             | 0             | 0             | 0                     | 0                     | 0                     | 0                     | 0                 | 0                 | 0                 | 0                 | 0        | 0      | 0           | 0          |
| W. Krause       | 35            | 14            | 6             | 0             | 2                     | 0                     | 0                     | 0                     | 0                 | 0                 | 0                 | 0                 | 37       | 14     | 6           | 0          |
| M. Kubosch      | 0             | 0             | 0             | 0             | 0                     | 0                     | 0                     | 0                     | 0                 | 0                 | 0                 | 0                 | 0        | 0      | 0           | 0          |
| M. Kutzop       | 36            | 18            | 5             | 0             | 2                     | 0                     | 1                     | 0                     | 1                 | 1                 | 0                 | 0                 | 39       | 19     | 6           | 0          |
| T. Martin       | 38            | 1             | 2             | 0             | 2                     | 0                     | 0                     | 0                     | 1                 | 0                 | 0                 | 0                 | 41       | 1      | 2           | 0          |
| C. Mensinger    | 0             | 0             | 0             | 0             | 0                     | 0                     | 0                     | 0                     | 1                 | 0                 | 0                 | 0                 | 1        | 0      | 0           | 0          |
| F. Michelberger | 20            | 1             | 0             | 0             | 1                     | 0                     | 0                     | 0                     | 1                 | 0                 | 1                 | 0                 | 22       | 1      | 1           | 0          |
| G. Paulus       | 36            | 0             | 4             | 0             | 2                     | 0                     | 0                     | 0                     | 1                 | 0                 | 0                 | 0                 | 39       | 0      | 4           | 0          |
| W. Rothe        | 16            | 0             | 1             | 0             | 1                     | 0                     | 0                     | 0                     | 0                 | 0                 | 0                 | 0                 | 17       | 0      | 1           | 0          |
| R. Sandner      | 29            | 0             | 1             | 0             | 1                     | 0                     | 0                     | 0                     | 1                 | 0                 | 0                 | 0                 | 31       | 0      | 1           | 0          |
| U. Schauberger  | 12            | 0             | 0             | 0             | 0                     | 0                     | 0                     | 0                     | 0                 | 0                 | 0                 | 0                 | 12       | 0      | 0           | 0          |
| W. Trumpf       | 15            | 0             | 1             | 0             | 1                     | 0                     | 0                     | 0                     | 0                 | 0                 | 0                 | 0                 | 16       | 0      | 1           | 0          |
| B. Walz         | 35            | 4             | 4             | 0             | 2                     | 1                     | 0                     | 0                     | 1                 | 0                 | 0                 | 0                 | 38       | 5      | 4           | 0          |